# Alfred Loisy
Alfred Firmin Loisy (ur. 28 lutego 1857 w Ambrières, zm. 1 czerwca 1940 w Ceffonds) – francuski katolicki ksiądz, profesor i teolog, który stał się sztandarową postacią modernizmu katolickiego. Był gorącym zwolennikiem biblijnej krytyki tekstualnej, jednak interpretował jej dane niezgodnie z Magisterium Kościoła. Jego poglądy zostały potępione przez Leona XIII oraz Piusa X. Jego książki zostały wpisane na indeks kościelny, a w 1908 r. został ekskomunikowany.

## Kariera naukowa
A. Loisy kształcił się w szkołach katolickich, w latach 1874–1879 był alumnem w Wyższym Seminarium Duchownym w Châlons, ostatnie dwa lata przed święceniami, 1878/1879, studiował w Institut Catholique w Paryżu. Został wyświęcony na kapłana 29 czerwca 1879 r. Po chorobie, w 1881 r. powrócił do paryskiego Instytutu jako wykładowca hebrajskiego. W 1899 odszedł z Instytutu i został zatrudniony w świeckiej uczelni École pratique des hautes études. Po ekskomunice w 1908 r., otrzymał stanowisko wykładowcy w Collège de France, gdzie w stanie świeckim pracował do emerytury w 1931 r. Zmarł w 1940 r.

## Poglądy
Swe publikacje rozpoczął od „Pięciu Tez” dotyczących głównie zagadnień teologii biblijnej. Poruszał m.in. tematy autorstwa Pięcioksięgu, interpretacji opisu stworzenia w Księdze Rodzaju 1-3, podważył też tradycyjne nauczanie o natchnieniu Pisma Świętego.
W 1902 zainteresował się pracą A. van Harnacka, Das Wesen des Christentums, w której protestancki teolog podważał zasadność powstania Kościoła. Pozycja Loisy’ego była mniej radykalna. Między 1901 a 1903 napisał m.in. następujące prace: La Religion d’Israel, Etudes évangéliques, Autour d’un petit livre, oraz pozycję o Ewangelii Jana: Le quatrième Evangile. Praca, która odbiła się najgłośniejszym echem nosiła tytuł L’Evangile et L’Eglise.
Po ogłoszeniu przez papieża Piusa X dwóch dokumentów antymodernistycznych w 1907 r., w lipcu dekretu Lamentabili Sane oraz jesienią encykliki Pascendi Dominici Gregis, Loisy sprzeciwił się Magisterium Kościoła, otwarcie wskazując miejsca w swych pismach, które wyrażały potępione w dokumentach Stolicy Apostolskiej tezy. W tym czasie napisał w swoim dzienniku:

Chrystus ma mniejsze znaczenie w mojej religii niż nawet to, które spotyka się u liberalnych protestantów: gdyż przywiązuję małe znaczenie do objawienia Boga Ojca, za co oni uznają Jezusa. Jeżeli religia jest dla mnie czymkolwiek, to jestem bardziej panteistyczno-pozytywistycznym humanistą niż chrześcijaninem. (Mémoires II, s. 397)

Katoliccy komentatorzy stwierdzali, że dla Loisy’ego religia miała swe właściwe środowisko w tzw. wielkim społeczeństwie, które uznawał za spadkobiercę najszczytniejszych kart historii Kościoła. Podczas gdy moderniści pytali: jak może ostać się Kościół?, dla Piusa X pytanie brzmiało: jak ci panowie mogą być księżmi? Loisy został ekskomunikowany z klauzulą Vitandus (należy unikać) rok po opublikowaniu dokumentów anty-modernistycznych, 7 marca 1908 r.